# یوهان یواخیم وینکلمان
یوهان یواخیم وینکِلمان (۹ دسامبر ۱۷۱۷ – ۸ ژوئن ۱۷۶۸)، تاریخ‌نگار هنر و دیرینه‌شناس برجستهٔ آلمانی بود که تأثیر بسزایی بر فلاسفه و روشنفکران پس از خود گذاشت. او یک هلنیست پیشگام بود که برای اولین بار تفاوت‌های بین هنر یونانی، یونانی-رومی و رومی را بیان کرد. دانیل بورستین حقوق‌دان و تاریخ‌نگار آمریکایی از او به‌عنوان «پیامبر و قهرمان مؤسس دیرینه‌شناسی مدرن» یاد می‌کند.
مهم‌ترین اثر وینکلمان تاریخ هنر یونان باستان است که در ۱۷۶۴ منتشر شد و تأثیری آنی بر ادبیات اروپایی داشت. وینکلمان تصویری روشن از اوضاع و شرایط سیاسی، اجتماعی و فکری دوره‌ای از یونان باستان ارائه کرده که به‌عقیدهٔ او در پرورش فعالیت خلاقانهٔ یونانیان تأثیر داشته‌است. این اثر در ۱۷۶۶ به فرانسوی و پس از آن به انگلیسی و ایتالیایی ترجمه شد. بسیاری از متفکرین جنبش نئوکلاسیسیسم (هلنیسم)، از ایده‌های این کتاب تأثیر پذیرفته‌اند.